# Julian Bailey
Julian Terence Bailey (Woolwich, 9 ottobre 1961) è un ex pilota automobilistico britannico.

## Carriera

### Gli esordi
Trasferitosi a Minorca con i genitori all'età di undici anni, fu proprio sull'isola che scoprì il mondo del karting interessandosene. Decise quindi di acquistare un kart e, nel 1979, tentò la carriera di pilota automobilistico trasferendosi nuovamente in Gran Bretagna. Si iscrisse quindi allo Star of Tomorrow Formula Ford Championship investendo tutti i suoi risparmi guadagnati lavorando come imbianchino sull'isola spagnola. Nel frattempo si manteneva svolgendo lavori saltuari, in particolare come cameriere nei pub.
Bailey si mise in luce mostrando discrete doti velocistiche, tanto da attirare anche l'interesse della Van Diemen, ma fu protagonista di un grave incidente nel 1980, in cui riportò diverse fratture alla gamba sinistra venendo costretto a tre mesi di ospedale e a lunga convalescenza. Una volta ripresosi riuscì ad accordarsi con la Lola che gli fornì una vettura per le stagioni seguenti di Formula Ford e con cui vinse il Formula Ford Festival nel 1982. In questo periodo sviluppò una forte rivalità con il brasiliano Maurício Gugelmin, con cui lottò aspramente per la vittoria del titolo di categoria.
Negli anni successivi passò alla Formula Ford 2000, in cui ottenne diversi successi, e in seguito alla F3 britannica. Nel 1987 esordì nella Formula 3000 alla guida di una Lola del team GA Motorsports nel quinto appuntamento mondiale sul circuito di Donington. Dopo un quarto posto a Pergusa riuscì a imporsi nell'appuntamento di Brands Hatch diventando il primo pilota britannico a vincere una gara nella categoria.

### Tra Formula 1 e Endurance
Nel 1988 debuttò in Formula 1 alla guida di una Tyrrell, grazie a una cospicua sponsorizzazione e all'utilizzo di risorse familiari. La stagione per Bailey fu però molto difficile: la 017 non era particolarmente competitiva e il pilota britannico faticò molto sia ad adattarsi alla monoposto sia a gestire il rapporto con Ken Tyrrell. Chiuse l'anno senza ottenere punti e non venne confermato per la stagione successiva.
Rimasto senza un volante, ricevette l'offerta della Nissan che stava costituendo una propria squadra corse per partecipare al Campionato mondiale sportprototipi. Bailey fece coppia con Mark Blundell e i due riuscirono a concludere terzi alla 480 km di Spa e alla 480 km di Donington. La squadra, con l'aggiunta di Martin Donnelly esordì inoltre alla 24 Ore di Le Mans, ma la gara finì dopo appena cinque giri per un incidente di Bailey. L'anno seguente i risultati furono ancora migliori, ma Nissan decise di interrompere il proprio progetto dopo appena due anni.
Tornò in Formula 1 nel 1991 alla guida di una Lotus, ottenendo un solo punto e venendo liquidato dopo quattro Gran Premi.
Dal 1993 corse nel British Touring Car Championship a bordo di una Toyota, terminando la stagione al 5º posto. Nel 1999 vinse il British GT Championship e nel 2000 il campionato FIA GT.

## Risultati in Formula 1
| 1988 | Scuderia | Vettura |    |     |    |    |     |   |    |    |    |    |    |    |    |    |    |    |  | Punti | Pos. |
| ---- | -------- | ------- | -- | --- | -- | -- | --- | - | -- | -- | -- | -- | -- | -- | -- | -- | -- | -- |  | ----- | ---- |
| 1988 | Tyrrell  | 017     | NQ | Rit | NQ | NQ | Rit | 9 | NQ | 16 | NQ | NQ | NQ | 12 | NQ | NQ | 14 | NQ |  | 0     |      |

| 1991 | Scuderia | Vettura |    |    |   |    |  |  |  |  |  |  |  |  |  |  |  |  |  | Punti | Pos. |
| ---- | -------- | ------- | -- | -- | - | -- |  |  |  |  |  |  |  |  |  |  |  |  |  | ----- | ---- |
| 1991 | Lotus    | 102B    | NQ | NQ | 6 | NQ |  |  |  |  |  |  |  |  |  |  |  |  |  | 1     | 23º  |

| Legenda | 1º posto     | 2º posto | 3º posto    | A punti         | Senza punti/Non class.  | Grassetto – Pole position Corsivo – Giro più veloce |
| Legenda | Squalificato | Ritirato | Non partito | Non qualificato | Solo prove/Terzo pilota | Grassetto – Pole position Corsivo – Giro più veloce |